# Bantarjati (Bogor Utara)
Bantarjati is een bestuurslaag in het regentschap Kota Bogor van de provincie West-Java, Indonesië. Bantarjati telt 24.261 inwoners (volkstelling 2010).